# Crisler Arena
La Crisler Arena, ad Ann Arbor nel Michigan, USA, è l'arena di casa per l'Università del Michigan per squadre di uomini e di pallacanestro delle donne. Costruito nel 1967, l'Arena ha 13.751 sedili per gli spettatori. Prende il nome Herbert O. "Fritz" Crisler, capo allenatore di calcio nel Michigan dal 1938 al 1947 e direttore atletico fino al suo futuro pensionamento, nel 1968.
L'arena è spesso chiamata "The House that Cazzie Built", un riferimento al leggendario giocatore Cazzie Russell che ha giocato per le squadre del Michigan, vincente di tre titoli consecutivi al Big Ten Conference, dal 1964 al 1966. La popolarità di Russel ha causato troppi fan alla squadra fino a diventare un numero troppo grande per Yost Fieldhouse (ora Yost Ice Arena) e ha spinto la costruzione della struttura attuale.
Alle partite di basket maschile del Michigan, ai sedili del bleacher, di recente hanno dovuto aggiungere dei banchi per la sezione di studenti del Maiz Rage.

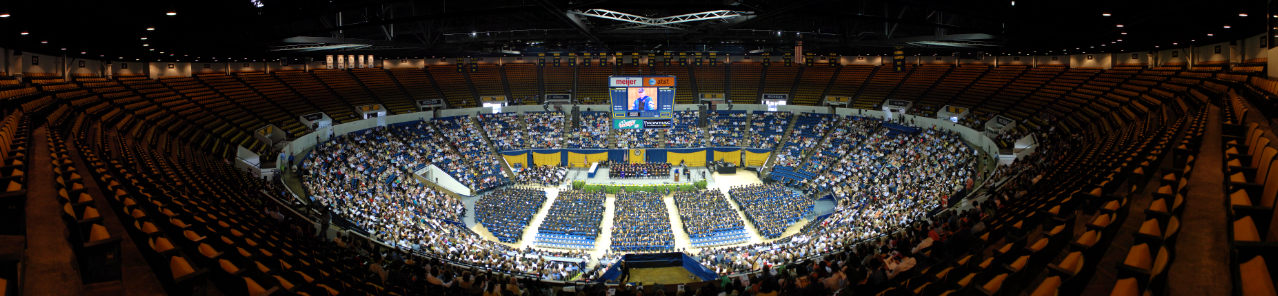
Panorama interno della Crisler Arena

Pur essendo su un Big Ten Conference campus, la struttura ha ospitato il torneo di pallacanestro maschile 1980-1982 Mid-American Conference. Inoltre ha ospitato Big Ten e i campionati di ginnastica NCAA del 1999, Big Ten Championship Wrestling e altri eventi. Prima dell'apertura di Cliff Keen Arena, l'arena era la casa a tempo pieno allo sviluppo delle donne degli uomini e squadre di ginnastica e il team di wrestling. A partire dal 2007, la ginnastica per le donne continua a tenere incontra significative in campo.
La Crisler Arena è stata anche il sito del famoso "ten-for-two" di John Sinclair Freedom Rally, con John Lennon e Yōko Ono nel 1971.
La Crisler Arena è stata progettata da Dan Dworsky, un membro del team "1948 Rose Bowl".Tra le altre strutture che ha progettato è la Federal Reserve Bank di Los Angeles.